# Philip Rogers
Philip Rogers   (Vancouver, 14 de febrer de 1908 - 9 de juny de 1961) va ser un regatista canadenc que va competir durant la dècada de 1930.
El 1932 va prendre part en els Jocs Olímpics de Los Angeles, on va guanyar la medalla de bronze en la categoria de 6 metres del programa de vela. Rogers navegà a bord del Caprice junt a Gerald Wilson, Gardner Boultbee i Kenneth Glass.